# Грушевый сок

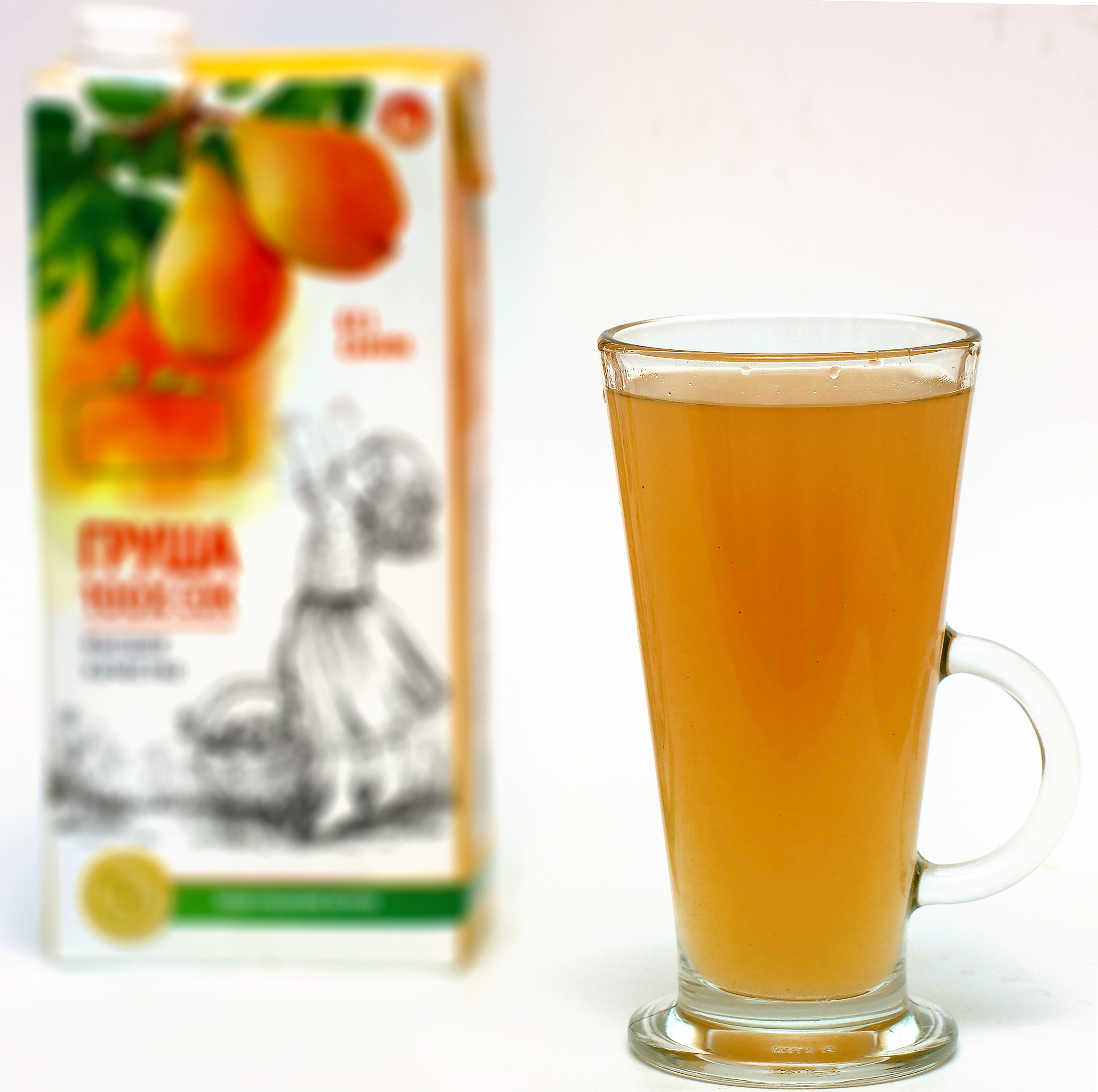
Грушевый сок

Гру́шевый сок — продукт, получаемый из груш. Свежевыжатый грушевый сок обычно имеет мутный вид и густую консистенцию. Грушевый сок продаётся в магазинах, разлитый в пачки или пластмассовые или стеклянные бутылки.

## Сок
Грушевый сок богат химическим составом. Высокое содержание калия помогает выводить камни из почек, способствует укреплению стенок сосудов. Также грушевым соком лечат мочекаменную болезнь. Регулярное употребление этого сока приводит к постепенному выведению из организма канцерогенов, токсинов и шлаков.
Нельзя употреблять сок груши при запорах, язве желудка и гастрите.

## Разновидности
- Грушевый мёд, или густой грушевый сок, называемый также вязкая груша или грушевый концентрат, — непрозрачный, тёмно-коричневый (вплоть до чёрно-коричневого) загустевший сок из груши (иногда в него добавляют яблочный сок). Производится, в основном, в центральной Швейцарии. Сходные продукты (vin cuit или raisinée) известны в кантонах Юра, Во и Фрибур. Фабричное производство под лейблом «Бирнель» налажено фирмой Унипектин в Эшенце.

- Грушевый сидр — алкогольный напиток из сброженного сока груши. Он похож на яблочный сидр как по процессу производства, так и по аналогичным параметрам, например, содержание спирта по объёму — от 5 до 8,5 %. В отличие от обычного сидра, грушевый содержит много сахара.